# Zdeněk Placheta
Zdeněk Placheta (4. dubna 1931 Brno – 1. listopadu 2014) byl český fotbalový brankář a tělovýchovný lékař.
Věnoval se také košíkové.

## Fotbalová kariéra
Vysoký brankář, který byl se svými 191 centimetry ve své době spíš raritou. Začínal v Židlochovicích, v devatenácti však utrpěl těžké zranění, tři zlomená žebra a nakopnutá ledvina nakonec znamenaly tříletou pauzu. Po návratu k fotbalu dělal v ročníku 1953 náhradníka Bellušovi a Schenkovi v prvoligové Slávii Bratislava a v roce 1954 se vrátil do Brna. Nejprve do Slavie VŠ a na jaře 1955 do Rudé hvězdy, kde se stal okamžitě gólmanskou jedničkou. V nejvyšší soutěži však v této roli absolvoval jen půldruhé sezony. Nejprve dělal náhradníka Rúfusovi a později Schmuckerovi.
V devětadvaceti letech se rozhodl ukončit kariéru. „Kopli mě do hlavy, což bylo pro brněnský fotbal dobře,“ vzpomínal s úsměvem. „Přišel tam Schmucker a později Viktor, s těmi jsem se nemohl měřit,“ dodal skromně muž, který měl přezdívku „Jeřábek“. Byl vysoký jako jeřáb, ale přitom hodně hubený, proto mu trenér Eremiáš vymyslel tuto zdrobnělinu.

### Ligová bilance
| Ročník                                   | Zápasy | Góly | Nuly | Klub                |
| ---------------------------------------- | ------ | ---- | ---- | ------------------- |
| 1. československá fotbalová liga 1957/58 | 17     | 0    | 3    | TJ Rudá hvězda Brno |
| 1. československá fotbalová liga 1958/59 | 17     | 0    | 6    | TJ Rudá hvězda Brno |
| 1. československá fotbalová liga 1959/60 | 5      | 0    | 1    | TJ Rudá hvězda Brno |
| CELKEM                                   | 39     | 0    | 10   |                     |

## Lékařská kariéra
Zdeněk Placheta byl aktivním všestranným sportovcem od žákovské kategorie. Pěstoval cyklistiku, plavání, lyžování, lehkou atletiku, závodně hrál košíkovou a vrcholové výkonnosti dosáhl jako brankář v kopané.
Lékařská studia zahájil v roce 1950. Touha stát se chirurgem se mu nakonec nesplnila, ačkoliv řadu let se na ni prací na anatomickém ústavu připravoval. Po promoci roku 1958 absolvoval nejdříve povinné praxe na různých odděleních, aby nakonec zakotvil na oddělení tělovýchovného lékařství 2. interní kliniky u prof. J. Polčáka ve Fakultní nemocnici u sv. Anny v Brně. Vedle vlivů pohybové aktivity na morfologické změny zejména mladých sportovců jej zajímaly především funkce lidského organizmu – jejich reakce a adaptace na různé typy fyzické zátěže. Cenil si možnosti v tomto oboru uplatnit své znalosti fyziologie, interny, ale také traumatologie a rehabilitace.
Při několikaleté praxi ve Sportmedizinisches Rehabilitationszentrum v Kreische u Drážďan obhájil v Lipsku po náročné jazykové zkoušce disertační práci nazvanou „Zur Bedeutung einiger elektrodiagnostischer Werte des neuromuskulaeren Systeme in der sportmedizinischen Funktionsdiagnostik“. Získal tak titul Dr. Med. místo v cizině nedůvěryhodného označení, zavedeného tehdy v Československu, „promovaný lékař“. V tehdejší NDR si svými odbornými znalostmi vydobyl takového renomé, že byl pověřen lékařským zajištěním olympijského fotbalového mužstva společného celoněmeckého výběru (tedy NDR společně s NSR), s nímž se poté zúčastnil jako týmový lékař Olympijských her 1964 v Tokiu. Jeho svěřenci tam vybojovali bronzové medaile.
„V semifinále Němci narazili na Československo. Bylo to pro mě zvláštní. Samozřejmě jsem fandil našemu týmu, v kterém jsem měl řadu kamarádů, ale nesměl jsem to moc dávat najevo.“ U československé fotbalové reprezentace o něj paradoxně nebyl zájem. „Asi se Pražáci báli, že by kvůli mně přišli o atraktivní zájezdy.“ Místo fotbalistů se tedy staral o cyklisty, v péči měl například i olympijského vítěze Jiřího Dalera. Později se stal univerzitním profesorem a dlouholetým přednostou kliniky ve Fakultní nemocnici u sv. Anny v Brně, kde dosud působí.
V roce 1966 se vrátil do Brna a začal pracovat jako samostatný lékař tělovýchovně lékařského oddělení Krajského ústavu národního zdraví. Záhy se stal odborným asistentem tělovýchovného lékařství, leč jeho oficiální pedagogická práce měla jen krátké trvání. V důsledku normalizačních opatření po srpnových událostech roku 1968 byl nucen pedagogickou činnost opustit.
Jako vědecký pracovník se soustředil na zkoumání vlivu pohybové aktivity na tělesný rozvoj, zdravotní stav a na funkční zdatnost mládeže ve věku 12 až 18 let a podílel se na řešení výzkumných úkolů kategorie A. Nejvýznamnější kolektivní dílo, na němž měl výrazný podíl – Youth and Physical Activity (1980) – se setkalo s mimořádným ohlasem u nás i v zahraničí.
Výsledky dalšího rozsáhlého výzkumného projektu, zaměřeného na problematiku funkční diagnostiky nervosvalového a kardiorespiračního systému, energetického metabolismu, změn vnitřního prostředí a acidobazické rovnováhy i dalších funkčních i biochemických parametrů při různém objemu a intenzitě tělesné zátěže v laboratorních i terénních podmínkách shrnul v monografii Submaximal Excercise Testing (1988).
Za své významné původní práce obdržel prof. Placheta několik cen České lékařské společnosti Jana Evangelisty Purkyně a České společnosti tělovýchovného lékařství.
Závěrečné období svého medicínského působení označil profesor Placheta za „klinické“. Začalo zřízením kliniky tělovýchovného lékařství a pokračovalo postupným uvolněním politických restrikcí. V roce 1986 se prof. Placheta na Univerzitě Karlově habilitoval a o rok později tam také obhájil doktorskou disertaci. Roku 1988 se stal přednostou kliniky a byl jmenován profesorem.
Aktuální praxe očekávala od oboru funkční diagnostiky návrhy na zlepšení neuspokojivého zdravotního stavu české populace, na snížení incidence i prevalence kardiovaskulárních i jiných onemocnění i na cestu k prodloužení a zkvalitnění života. Prof. Placheta stál v pozadí skript a monografie „Zátěžová diagnostika v ambulantní a klinické praxi“. Významnou měrou přispěl ke zvýšení vědecké vzdělanosti na svém pracovišti, které předal v roce 1996 své nástupkyni. Je příznačné, že i nadále pracuje na klinice ve zkráceném úvazku jako profesor konzultant. Po celou svoji profesní dráhu prof. Placheta léčebně i preventivně pečoval nejen o stovky a tisíce sportovců – závodníků výkonnostní úrovně, ale také o desítky členů reprezentačních družstev, tedy o sportovce vrcholové výkonnosti. Byl mj. týmovým lékařem dráhových a silničních cyklistů, s nimiž se zúčastnil mnoha významných domácích i zahraničních akcí, jako je mistrovství světa, olympijské hry či pětkrát ve funkci hlavního lékaře Závodu míru. V současnosti někdejší aktivní sportovní závodní činnost vyměnil profesor Placheta za sport a pohyb pro zdraví.